# 8 Frauen
8 Frauen (Originaltitel: 8 femmes) ist eine französische Filmkomödie mit Krimi-, Melodram- und Musical-Elementen aus dem Jahr 2002, für die Regisseur François Ozon einige der bekanntesten französischen Schauspielerinnen zusammen auf die Leinwand brachte. Als literarische Vorlage diente das Theaterstück Huit femmes von Robert Thomas. Der Film wurde auf der Berlinale gefeiert und erhielt unter anderem einen Silbernen Bären für das Darstellerensemble, das auch mit dem Europäischen Filmpreis ausgezeichnet wurde. In Frankreich gehörte 8 Frauen zu den zehn erfolgreichsten Filmen des Jahres. Auch in Deutschland sahen mehr als eine Million Zuschauer den Film in den Kinos.

## Handlung
An einem verschneiten Morgen in einem französischen Ort während der 1950er Jahre: Suzon, die in England studiert, kehrt über Weihnachten nach Hause zurück. Ihre Mutter Gaby hat sie vom Bahnhof abgeholt und führt sie ins abgelegene Haus der Familie. Dort wird Suzon von ihrer Großmutter Mamy, ihrer jüngeren Schwester Catherine, von der Köchin Madame Chanel sowie von ihrer Tante Augustine und dem neuen Hausmädchen Louise empfangen. Lediglich Suzons Vater Marcel – der einzige Mann im Haus –, dessen Geschäfte in letzter Zeit schlecht laufen, lässt sich nicht blicken. Als Louise ihm sein Frühstück aufs Zimmer bringen will, entfährt ihr ein gellender Schrei, denn der Hausherr liegt tot in seinem Bett mit einem Messer im Rücken.
Aus Angst, der Mörder könne zurückkehren, um eventuelle Spuren zu verwischen, schließt Catherine das Zimmer des Toten ab. Der Versuch, die Polizei zu rufen, scheitert, weil das Telefonkabel durchtrennt wurde. Auch das Auto springt nicht an. Die Frauen sehen sich daher gezwungen, selbst den Mörder zu finden. Aufgrund des vielen Schnees, der das Verlassen des Anwesens unmöglich macht, wird ihnen klar, dass eine von ihnen den Mord begangen haben muss.
Überraschend trifft schließlich auch Pierrette, die Schwester des Opfers, ein. Sie habe einen mysteriösen Anruf erhalten und sich deshalb zum Ort des Geschehens begeben. Die anwesenden Damen beginnen nun, sich gegenseitig zu verhören. Wie sich herausstellt, hatten alle acht Frauen ein Mordmotiv und zudem die Gelegenheit zur Tat. Jede von ihnen versucht durch Lügen und Schweigen vergeblich, ihre jeweiligen Geheimnisse – Giftmord, lesbische Neigungen, Schwangerschaft, unerwiderte Liebe und außereheliche Affären – zu bewahren.
Mit gegenseitigen Anschuldigungen, Streitereien und Handgreiflichkeiten heizt sich die Stimmung im Haus auf, bis Catherine schließlich die Situation aufklärt und den wahren Ablauf des vorangegangenen Abends schildert: Nachdem alle anderen Frauen Marcel in der Nacht zuvor aufgesucht und ihn – angesichts seiner eigenen finanziellen Schwierigkeiten – mit Forderungen und Geständnissen viele Nerven gekostet hatten, inszenierte Catherine mit ihrem Vater den Mord, um ihm vorzuführen, wie egoistisch und habgierig „seine“ Frauen hinter ihren Fassaden sind. Marcel wurde nicht ermordet; er befand sich die ganze Zeit quicklebendig in seinem Zimmer, von wo aus er die Gehässigkeiten der Frauen untereinander miterleben konnte. Als Catherine das Zimmer ihres Vaters aufschließt, hält sich dieser eine Pistole an den Kopf und erschießt sich zum Entsetzen aller acht Frauen.

## Figuren
Dem Titel des Films entsprechend stehen acht Frauen im Mittelpunkt des Geschehens. Das vermeintliche Mordopfer, Familienvater Marcel, von dem zwar ein Großteil der Dialoge handelt, wird lediglich als Statist gezeigt. Die acht unterschiedlichen Frauen werden dagegen ausführlich charakterisiert und im Vorspann des Films mit Blumen als Beschreibung ihrer Persönlichkeit und Erscheinung vorgestellt:

### Mamy

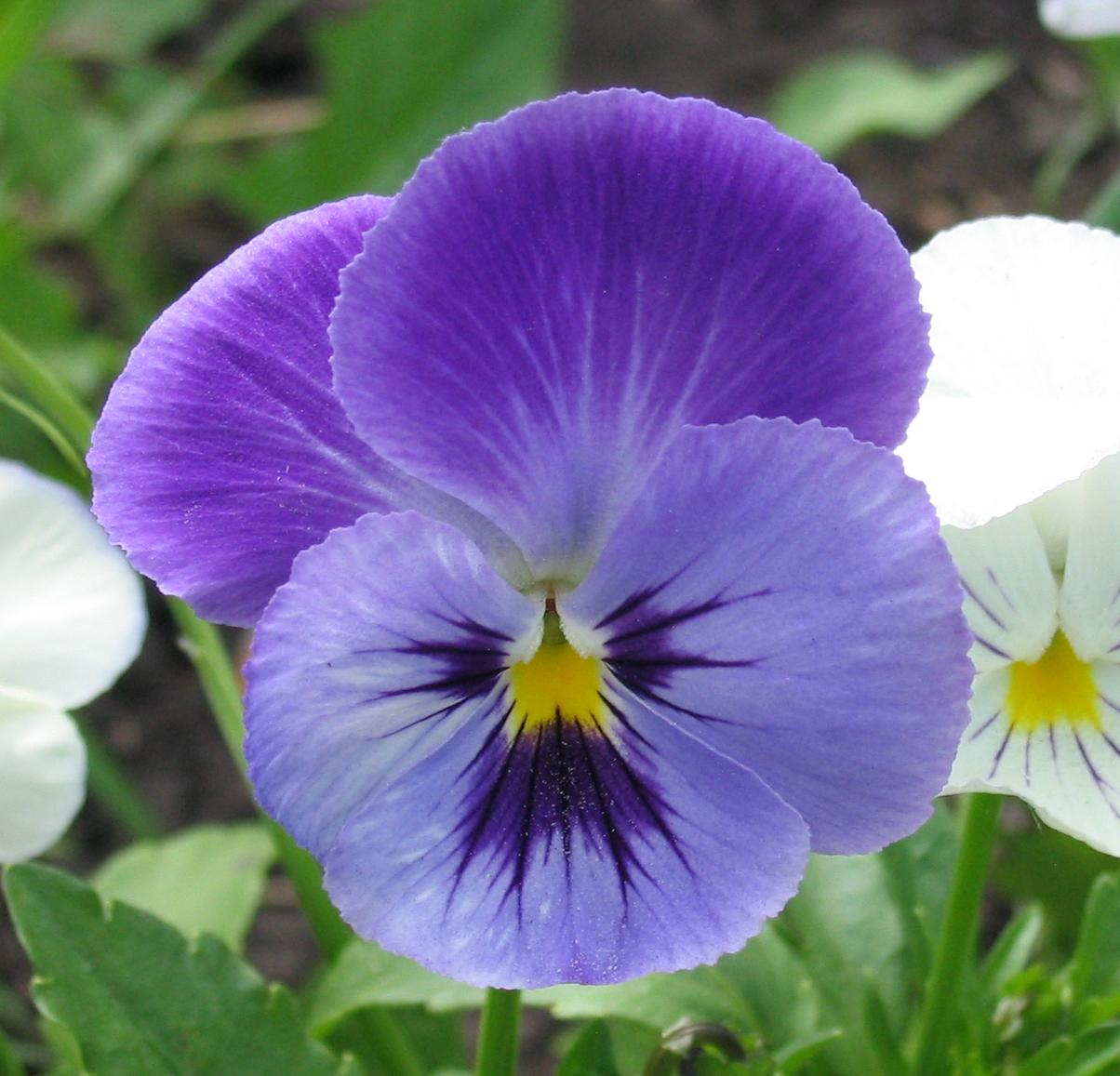
Stiefmütterchen

Mamy, die im Vorspann mit einem violetten Stiefmütterchen verglichen wird, ist die betagte Schwiegermutter von Marcel. Sie sitzt im Rollstuhl und ist stets bemüht, zwischen ihren immerzu streitenden Töchtern Gaby und Augustine zu vermitteln. Doch hinter ihrer großmütterlichen Fassade verbirgt sich eine scheinheilige Frau, die die Gastfreundlichkeit ihres Schwiegersohns schamlos ausnutzt und heimlich zur Flasche greift. Als sie aus ihrem Rollstuhl aufspringt, um der hysterisch gewordenen Augustine hinterherzulaufen, stellt sie die Wiederverwendung ihrer Beine als „ein Weihnachtswunder“ gegenüber ihrer verblüfften Familie dar. Zudem ist sie überaus geizig. Um ihre Aktien nicht Marcel geben zu müssen, die ihn aus seinen finanziellen Schwierigkeiten retten würden, behauptet sie, die Papiere seien ihr gestohlen worden. Ihr größtes Geheimnis ist jedoch, ihren Mann, einen Oberst, der ihr ein sorgenfreies Leben geboten hatte, den sie aber nie hatte ausstehen können, einst vergiftet zu haben.

### Gaby

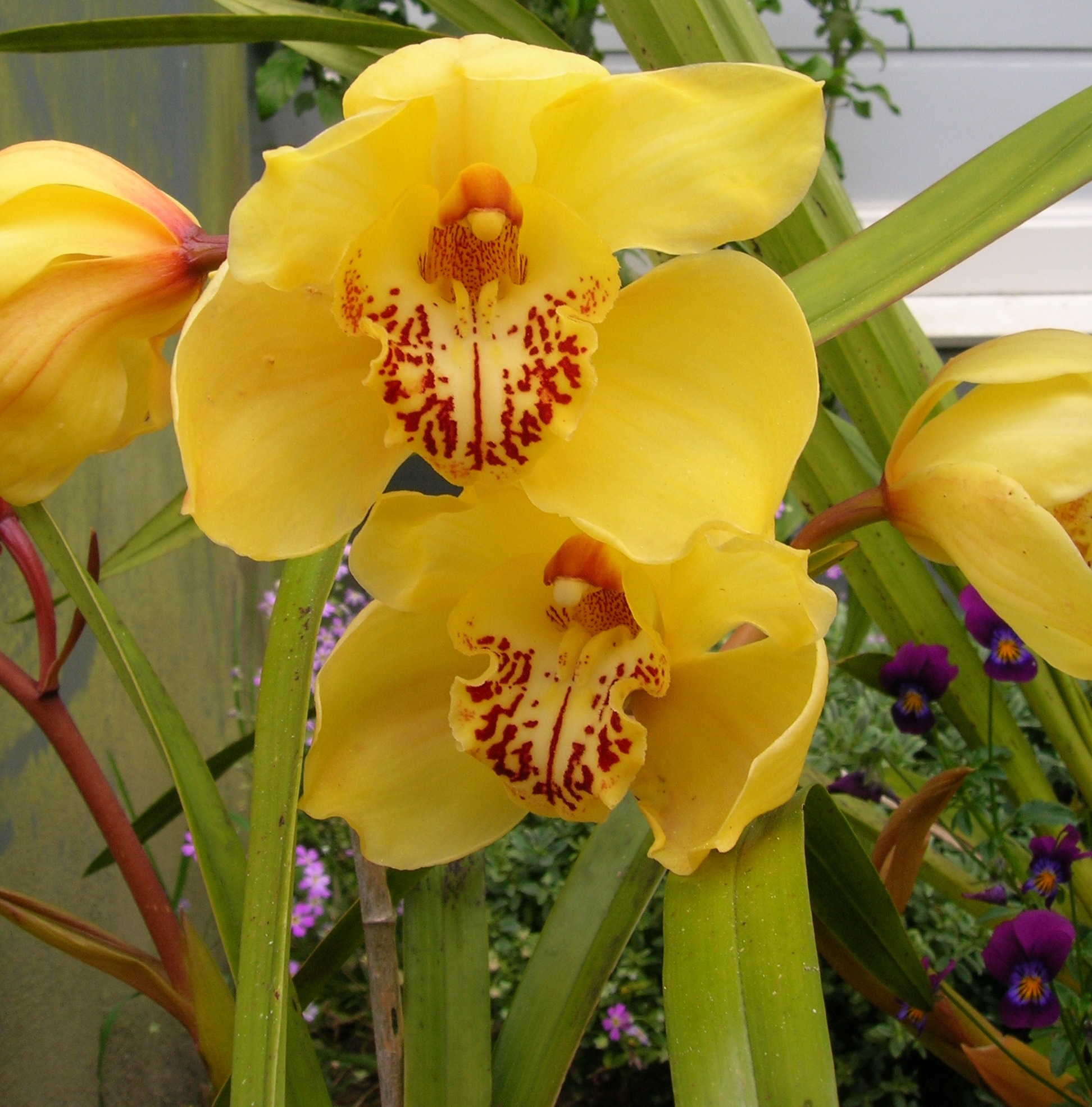
Orchidee

Gaby ist die Ehefrau von Marcel, die im Verweis auf ihren glamourösen Leopardmantel mit einer gelben Orchidee vorgestellt wird. Sie legt sehr viel Wert auf ihre äußere Erscheinung und fürchtet sich vor dem Älterwerden. Ihr Wohlstand und ihre finanzielle Absicherung sind ihr jedoch am wichtigsten. Mit ihrer spröden Schwester Augustine gerät sie häufig in Streit, worauf Gaby mit kaltherzigen Äußerungen reagiert („Ich bin schön und reich und sie ist hässlich und arm.“). Sie versucht stets, das Bild der ehrwürdigen, treusorgenden Ehefrau aufrechtzuerhalten, und macht sich damit zur Heuchlerin. Während sie sich über den in ihren Augen unmoralischen Lebenswandel ihres Hausmädchens Louise und ihrer Schwägerin Pierrette mokiert, hat sie selbst einen Liebhaber: den Geschäftspartner ihres Mannes – Jacques Farnoux –, für den sie Marcel verlassen wollte. Obwohl sie selbst mit Suzon einst unehelich schwanger war, beschimpft sie Suzon als Dirne, als diese gesteht, ein uneheliches Kind zu erwarten. Als Gaby erfährt, dass ihre Köchin Madame Chanel den Frauen zugetan ist, kann sie ihr Entsetzen nicht zurückhalten („Sie müssen in Behandlung. Sie sind krank.“). Später jedoch gibt sie sich Pierrette nach einem anfänglichen Kampf auf dem Teppichboden in einem innigen Kuss hin.

### Augustine

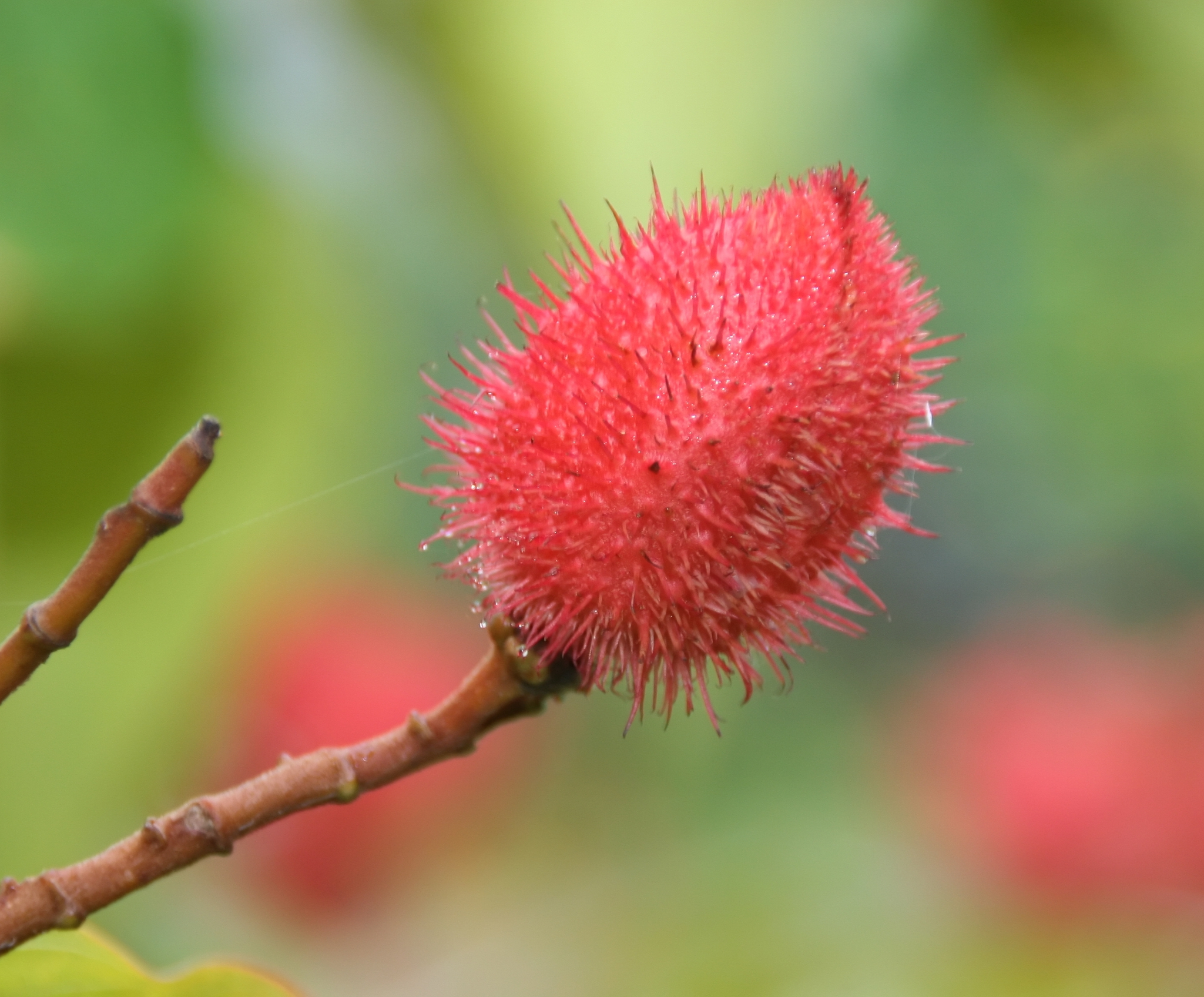
Balgfrucht

Augustine, eine alte, unscheinbare Jungfer, für die im Vorspann die geschlossene Balgfrucht eines Orleansstrauchs als Metapher verwendet wird, ist Marcels neurotische und gehässige Schwägerin. Als „Giftspritze vom Dienst“ gibt sie ihre Vorstellungen von korrektem Verhalten permanent kund, zeigt keinerlei Verständnis für die Freuden anderer und befürchtet stets, benachteiligt zu werden. Sie hat Probleme mit dem Herzen, und das in mehr als nur einer Beziehung: In ihr schlummern tiefe Gefühle, die sie sich nicht auszuleben getraut. Sie ist heimlich Mitglied in einem Buchclub, wo sie sich regelmäßig schwülstige Liebesromane wie „Die Gondel der Liebenden“ ausleiht, und himmelt insgeheim ihren Schwager Marcel an. Diesem schreibt sie sogar Liebesbriefe, die sie jedoch nicht abschickt. Nachdem Augustine erfahren hat, dass ihre Mutter Mamy ihren Vater auf dem Gewissen hat, von dessen Tod sie sich nie erholen konnte, ist sie zunächst außer sich und anschließend tieftraurig. Später überwindet sie ihre Trauer und erhält die Aufmerksamkeit aller, als sie in einem Kleid ihrer Schwester, ohne Brille und mit offenem rotem Haar als erblühte Schönheit die Treppe hinabschreitet.

### Louise

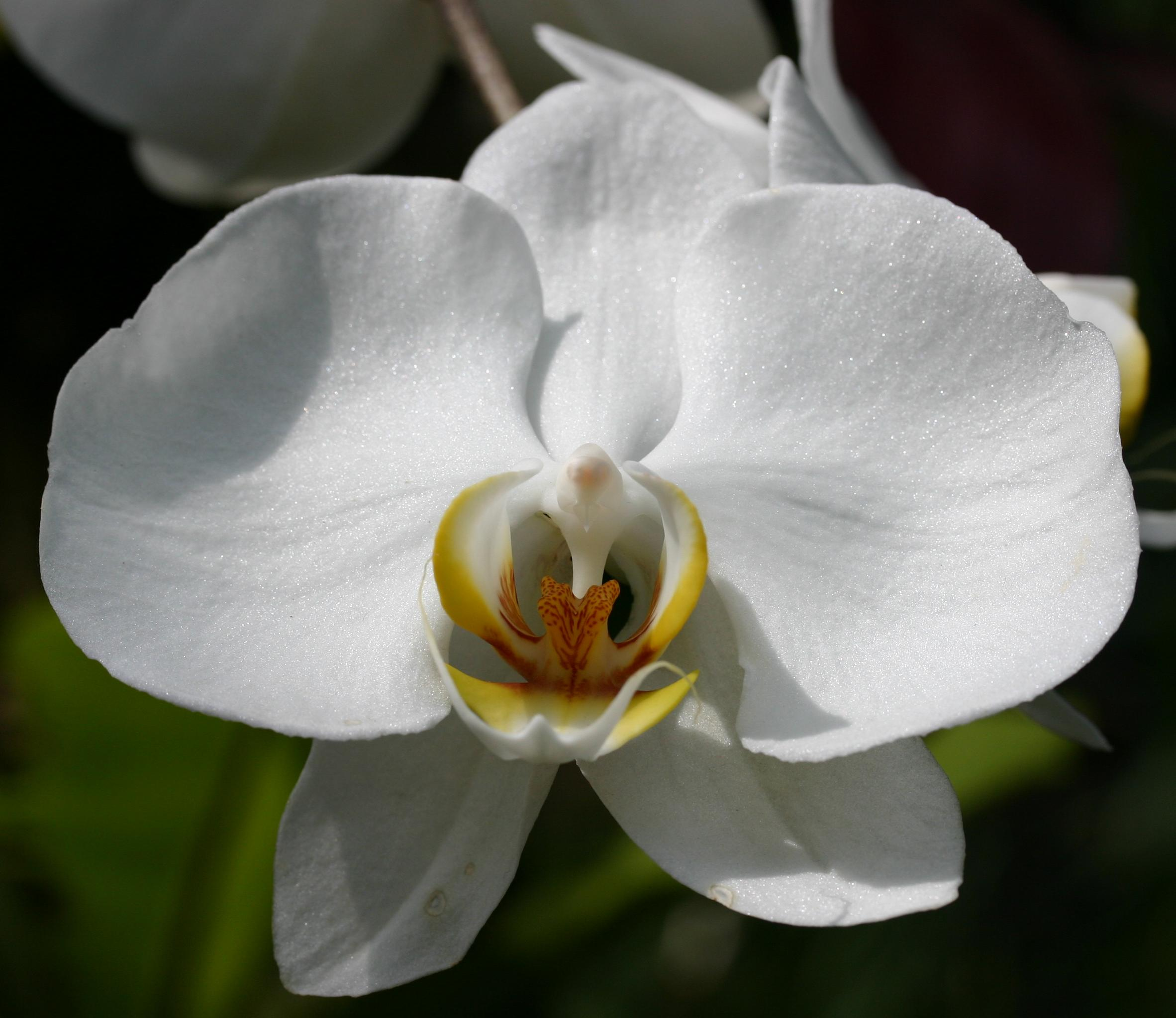
Orchidee

Louise ist erst seit kurzem als Zimmermädchen im Haus der Familie angestellt. Die weiße Orchidee repräsentiert sowohl ihre Jugend als auch ihr sexuelles Potential. Wie sich herausstellt, kannte Louise ihren Hausherrn Marcel bereits zuvor und ließ sich auf eine Affäre mit ihm ein, woraufhin sie die Stelle des Dienstmädchens bekam. Von Madame Chanel wird sie beschrieben als „ein Luder, das von Stelle zu Stelle zieht, in der Hoffnung mit dem Hausherrn zu schlafen“. Als sie von Gaby zur Rede gestellt wird, gibt Louise offen zu, die Geliebte von Marcel zu sein. Mit ihr habe Marcel „Orgasmen wie niemals zuvor“ gehabt, „oft durch Praktiken, die auszuprobieren unter Gabys Würde“ seien. Doch es ist eigentlich Gaby, der sie als Dienerin treu, gar devot ergeben ist, von deren mangelnder Autorität und Durchsetzungskraft sie sich jedoch enttäuscht zeigt.

### Pierrette

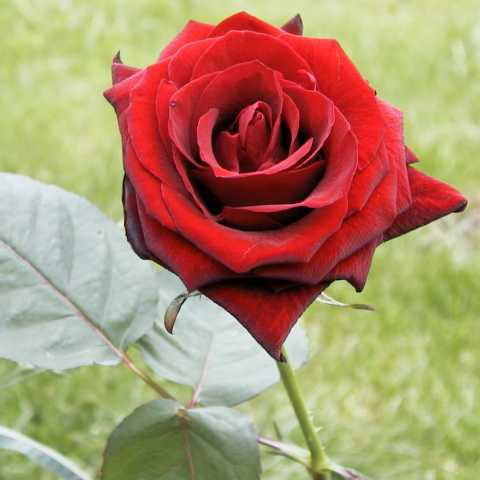
Rose

Pierrette ist die Schwester von Marcel, deren Sinnlichkeit sich in der roten Rose widerspiegelt. Sie ist bekannt als ehemalige Nackttänzerin, deren verruchtes und ausschweifendes Liebesleben besonders bei ihrer Schwägerin Gaby auf Entsetzen stößt und sie für die anderen Frauen immer wieder zur Hauptverdächtigen macht. Pierrette genießt das Leben in vollen Zügen und ist dabei auch den Frauen nicht abgeneigt. Mit Madame Chanel pflegt sie eine geheime Beziehung, sie ist jedoch zunehmend von Gaby fasziniert. In der vermeintlichen Mordnacht hatte sie ihren Bruder heimlich aufgesucht, um von ihm einen hohen Geldbetrag zu erpressen. Das Geld hatte sie wiederum ihrem Liebhaber für eine Reise nach Mexiko gegeben. Als sich herausstellt, dass es sich bei ihrem und Gabys Liebhaber Jacques Farnoux um ein und denselben Mann handelt, geraten die beiden Frauen in einen Streit, bei dem sie zunächst miteinander kämpfen und sich anschließend küssend in den Armen liegen.

### Suzon

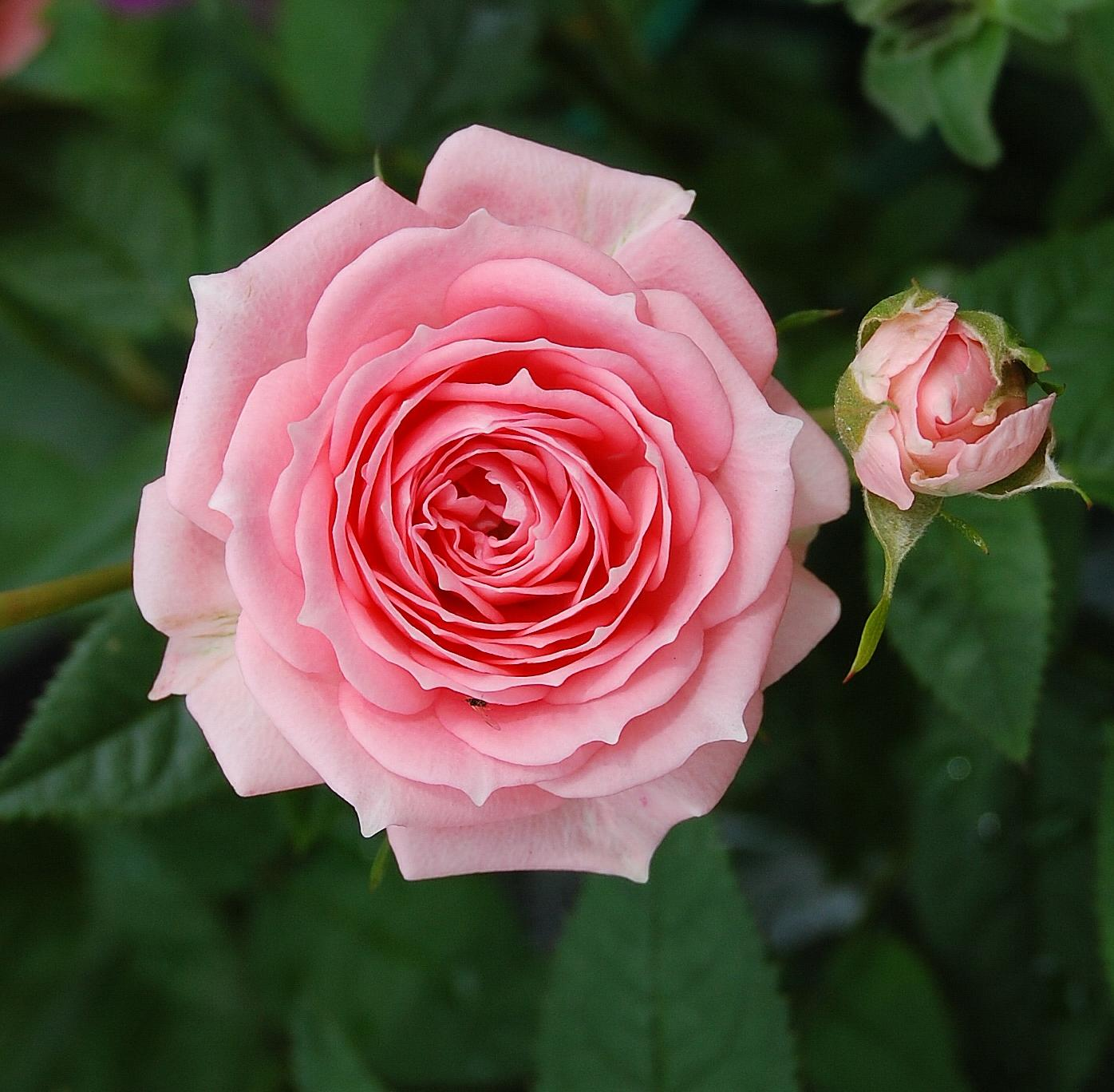
Rose

Suzon ist die ältere Tochter von Gaby und wird von einer aufblühenden rosafarbenen Rose im Vorspann dargestellt. Sie studiert in England und hat dort einen Freund, in den sie sehr verliebt sei. Als „Inspektor Suzon“ ist es vor allem sie, die die anderen Frauen zum mutmaßlichen Mord befragt, obwohl sie selbst auch in der „Mordnacht“ im Haus war. Sie hatte den Zug einen Tag früher genommen und war heimlich in das Haus geschlichen, um mit Marcel unter vier Augen zu sprechen. Auf die Frage, worum es bei dieser Unterredung ging, gesteht sie den anderen, dass sie schwanger sei, ohne verheiratet zu sein. Ihre Mutter ist schockiert. Als Pierrette Andeutungen macht, dass Gaby bei ihrer Heirat mit Marcel bereits schwanger mit Suzon gewesen sei, drängt diese zu erfahren, wer ihr wirklicher Vater ist. Dieser war Gabys große Liebe und kam bei einem Autounfall vor Suzons Geburt ums Leben. Als Suzon mit ihrer Schwester Catherine in Streit gerät, enthüllt sie dieser, dass sie froh sei, nicht die leibliche Tochter von Marcel zu sein, denn das Kind in ihrem Bauch stamme von ihm.

### Catherine

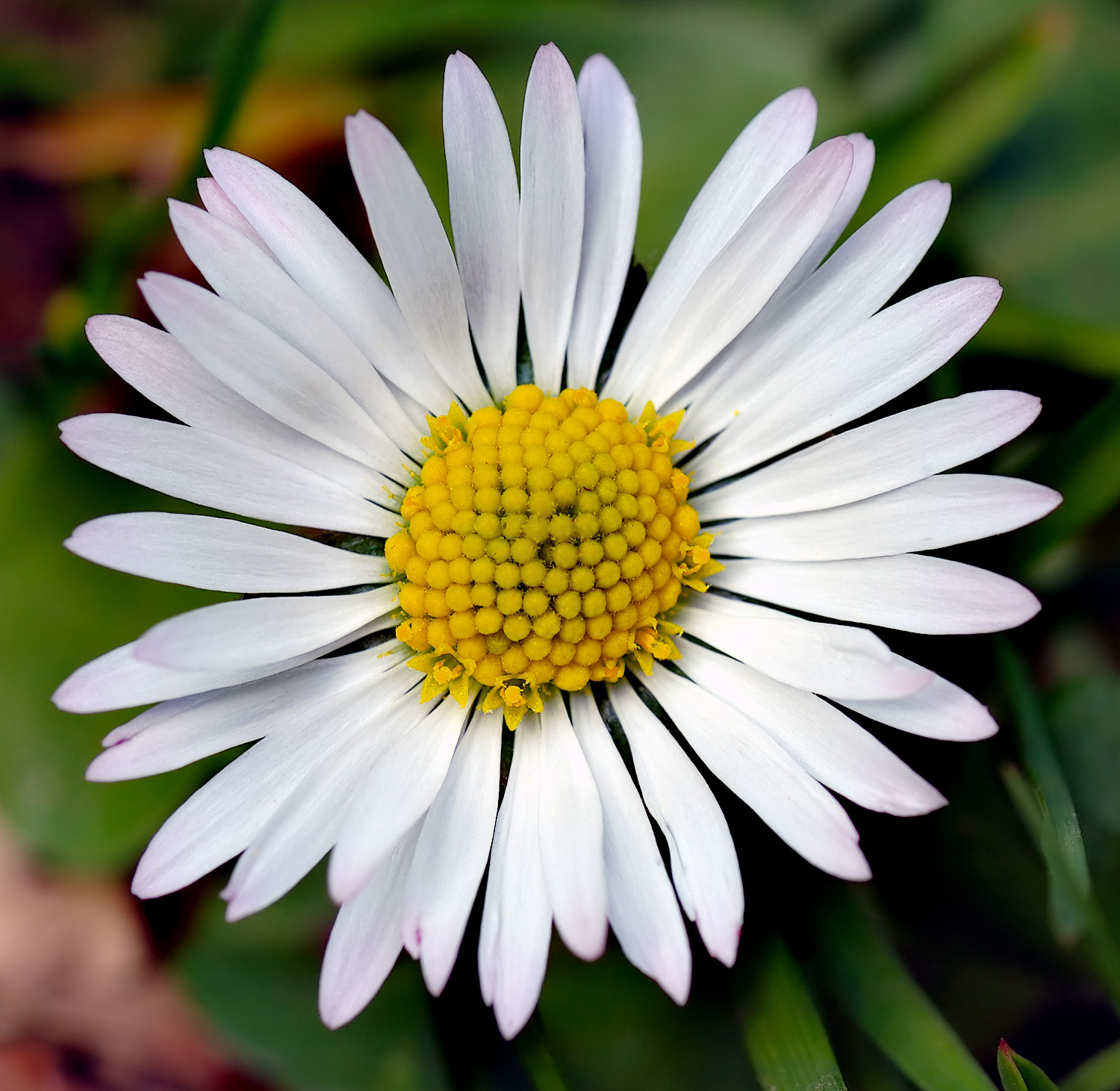
Gänseblümchen

Catherine ist die burschikose jüngste Tochter von Gaby. Ihre Unschuld und ihr Idealismus werden durch das Gänseblümchen symbolisiert. Sie liest gern Kriminal-, Spionage- und Abenteuerromane, und es stört sie sehr, von allen wie ein kleines Kind behandelt zu werden. Überzeugt, die Einzige zu sein, die ihren Vater aufrichtig liebt, inszeniert sie den Mord und trifft alle Vorkehrungen, wie das Zerschneiden der Telefonleitung und der Autokabel, um die anderen glauben zu machen, der Mörder sei unter ihnen. Als Madame Chanel ihr Spiel durchschaut, jagt ihr Catherine mit dem Schuss aus einem Revolver Angst ein und bringt sie damit zum Schweigen. Den Revolver schiebt sie Pierrette unter, die daraufhin erneut als Mörderin verdächtigt wird. Als Madame Chanel sich doch entschließt, die Wahrheit ans Licht zu bringen, sieht sich Catherine gezwungen, die Inszenierung des Mordes zuzugeben.

### Madame Chanel

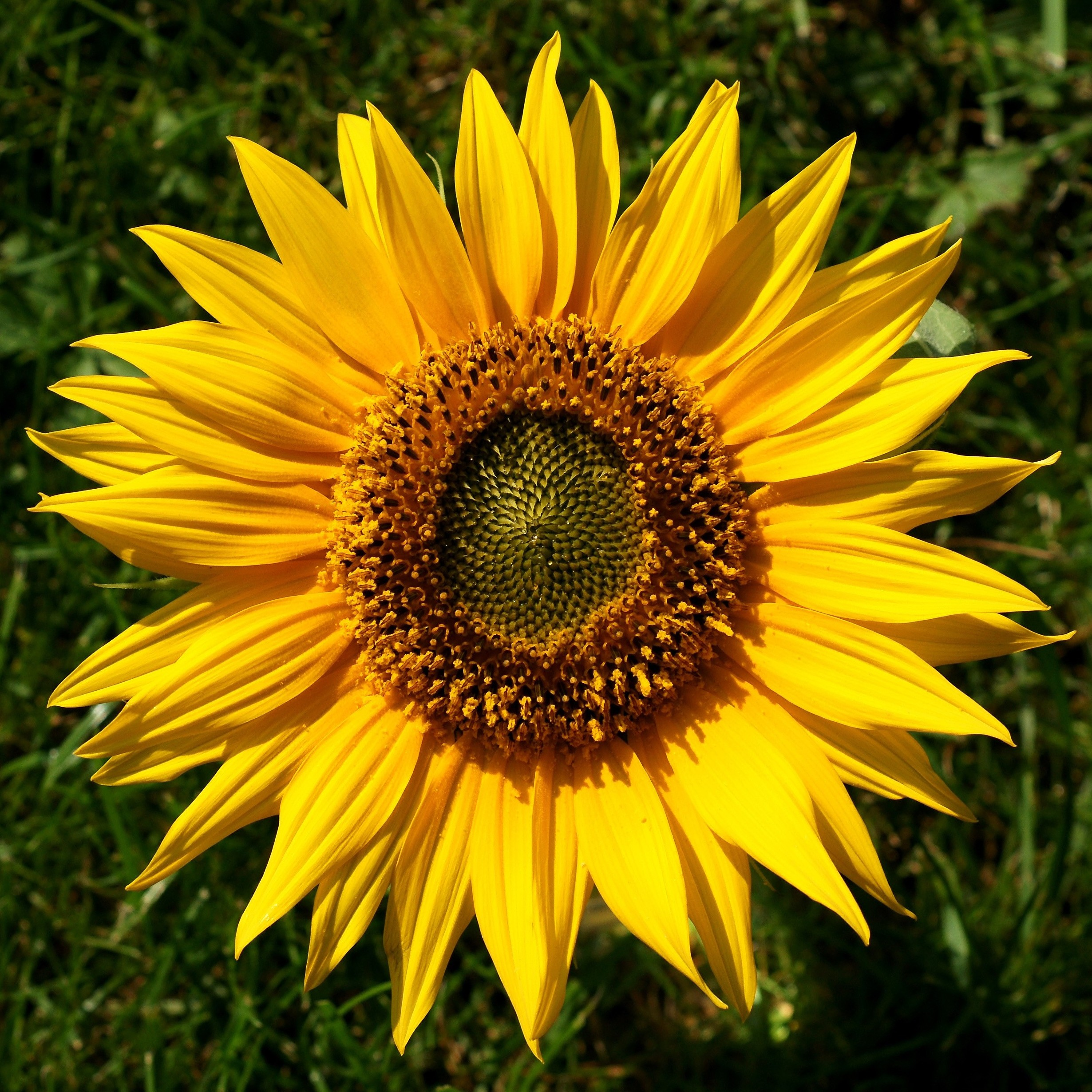
Sonnenblume

Madame Chanel ist die gutmütige Köchin, die sich viele Jahre auch als Kindermädchen um Suzon und Catherine gekümmert hat. Die Sonnenblume veranschaulicht ihr warmherziges und bodenständiges Gemüt. Ihr Geständnis, lesbisch zu sein und mit Pierrette mehr als nur Karten zu spielen, schockiert die übrigen Frauen in hohem Maße. Weil sie irrtümlich glaubt, dass zwischen Pierrette und ihrem Bruder mehr als nur geschwisterliche Zuneigung war, wird ihr Eifersucht als Mordmotiv zur Last gelegt. Als Einzige, die Catherines Inszenierung durchschaut, will Madame Chanel ihre Theorie mit einem letzten Beweis untermauern, weshalb sie kurzzeitig das Haus verlässt und Marcel vom Garten aus an seinem Fenster stehen sieht. Bei ihrer Rückkehr fällt ein Schuss, woraufhin Madame Chanel vor Schreck zu Boden fällt und in der Folge unfähig ist zu sprechen.

## Hintergrund

### Vorproduktion
Ursprünglich wollte Regisseur François Ozon ein Remake von George Cukors Filmkomödie Die Frauen (1939) drehen, in der ausschließlich Darstellerinnen eingesetzt wurden und sogar sämtliche Haustiere weiblichen Geschlechts waren. Die Rechte für eine Neuverfilmung von Die Frauen hatten sich jedoch in den 1990er Jahren bereits die beiden Schauspielerinnen Meg Ryan und Julia Roberts gesichert. Da Ozon dennoch unbedingt einen ähnlichen Frauenfilm inszenieren wollte, musste er sich nach einer anderen Vorlage umsehen. Er stieß schließlich auf ein fast vergessenes Bühnenstück des französischen Autors Robert Thomas, das unter dem Titel Huit femmes 1958 erstmals auf der Theaterbühne gespielt und 1972 für das französische Fernsehen verfilmt worden war (u. a. mit Corinne Le Poulain als Suzon).
Bei der Besetzung für seine Kinoversion setzte Ozon wie einst Cukor auf große Namen der Filmbranche. Catherine Deneuve sprach er zuerst an, ob sie bereit wäre, die Gaby zu spielen. Nach ihrer Zusage folgten auch Isabelle Huppert, Emmanuelle Béart und Fanny Ardant. Mit Danielle Darrieux, die bereits Anfang der 1930er vor der Filmkamera gestanden hatte, konnte er auch ein „Urgestein“ des französischen Kinos für das Projekt gewinnen. Firmine Richard schien Ozon perfekt für die Rolle der Madame Chanel, während ihn die Nachwuchsstars Virginie Ledoyen und Ludivine Sagnier für die Rollen der beiden Töchter überzeugten. Zusammen mit der Drehbuchautorin Marina de Van schrieb Ozon daraufhin die Dialoge der literarischen Vorlage neu, um sie seinen acht Darstellerinnen auf den Leib zu schneidern.

### Dreharbeiten
Die zweimonatigen Dreharbeiten fanden von März bis Mai 2001 statt, zu einer Zeit, als Virginie Ledoyen nicht nur im Film, sondern auch im wahren Leben schwanger war. Gedreht wurde in den damals neu entstandenen Filmstudios von Aubervilliers, einem kleinen Vorort im Norden von Paris. Als bekannt wurde, dass sich Leinwanddiven wie Catherine Deneuve, Isabelle Huppert, Emmanuelle Béart und Fanny Ardant bereit erklärten, gemeinsam vor einer Kamera zu stehen, erwartete man Eifersüchteleien und Zickereien am Filmset. „Wir bildeten François Ozons Harem“, fasste es Isabelle Huppert zusammen, „er wollte, dass wir uns wie wilde Löwinnen in der Zirkusarena entgegentreten“. Keine der Schauspielerinnen habe sich jedoch in den Mittelpunkt gedrängt, sondern das eigene Ego der Gemeinschaft im Dienst einer harmonischen Inszenierung untergeordnet. „Keine von uns wollte sich kapriziös zeigen und mit Macken lächerlich machen“, erklärte Fanny Ardant nach Beendigung der Dreharbeiten, während Catherine Deneuve der Presse gegenüber sogar schwärmte: „Wir haben uns bestens verstanden und eine echte Großfamilie gebildet.“
Auch Emmanuelle Béart bestätigte, dass die gemeinsame Arbeit harmonisch verlief: „Zwischen uns herrschte eine große Solidarität. Es schweißt einen auch zusammen, wenn man sieht, dass selbst die ältesten Hasen mit demselben Lampenfieber kämpfen wie die Neulinge.“

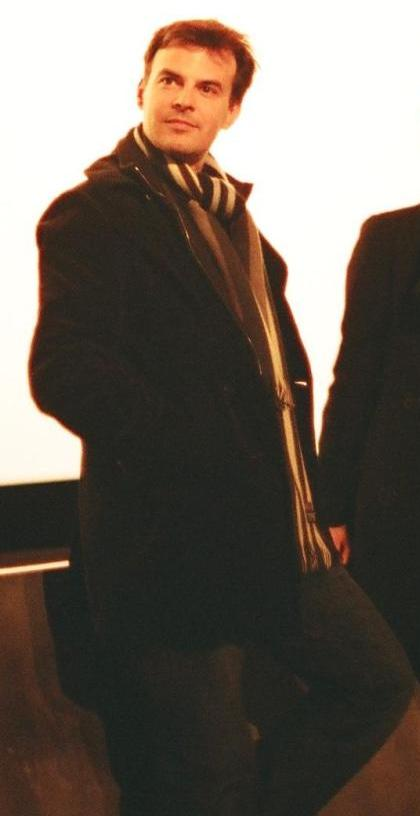
Regisseur François Ozon (2005)

Bei seinem erst fünften Spielfilm war Regisseur Ozon mit Mitte dreißig jünger als die Mehrheit seiner Darstellerinnen. Um diese mit der nötigen Autorität durch die einzelnen Szenen zu führen, bediente sich Ozon einer Strategie seines Vorbilds Rainer Werner Fassbinder, nach der man einen Schauspieler zunächst umgarnen, dann überzeugen, ins Vertrauen ziehen und letztlich konsequent dominieren solle. Ozon erinnerte sich dazu später: „Nur am Anfang gab es ein wenig Spannung. Meine Schauspielerinnen waren sich über die Art des Films nicht ganz im klaren. Deshalb musste ich ihnen zeigen, dass ich der Chef war und worauf ich hinauswollte. Danach haben sie mir vertraut.“ Vor allem die Gesangs- und Tanzeinlagen beunruhigten Deneuve und ihre Kolleginnen, da sie allesamt keine professionelle Gesangs- und Tanzausbildung hatten. Ozon bedankte sich für das Vertrauen in seine Arbeit, indem er jeder Schauspielerin einen rührenden Moment im Film zugestand, der sie dem Zuschauer gegenüber sympathisch erscheinen lassen sollte.
Sich selbst sah Ozon auch als eine Art Wissenschaftler an. „Bei diesem Film habe ich acht Stars in ein Haus versetzt und beobachtet, wie sie reagieren“, erzählte er in einem Interview. Sein Fazit lautete: „Jede dieser Schauspielerinnen kann sehr scheu und zerbrechlich sein. Denn im Innersten sind sie alle unsicher.“ Den Dreh empfand Ozon bisweilen auch als „Martyrium“: „Ich brauche eine gewisse Nähe zu meinen Schauspielern. Jemand wie Catherine Deneuve muss mit ihrem Regisseur sehr eng zusammenarbeiten. Aber bei 8 Frauen war das unmöglich, denn ich konnte ja keiner mehr Aufmerksamkeit schenken als den anderen. Alles ging ganz demokratisch zu. Und weil jede der Darstellerinnen ihren eigenen Arbeitsstil hat, musste ich mich in acht verschiedene Personen aufteilen.“ Auch er merkte an, dass es keine Rivalität zwischen den einzelnen Frauen gab, aber dass jede seine „Favoritin“ sein wollte, sodass er sich „um Neutralität bemühen“ musste, „um keine zu vergrätzen“.
Die viel zitierte Szene, in der sich Deneuve und Ardant kämpfend auf dem Boden wälzen und sich anschließend küssen, war für beide Darstellerinnen keine leichte Aufgabe. „Anfangs waren wir beide ein wenig verschreckt. Es ist für Schauspielerinnen nicht ganz einfach, sich in einer Szene erst zu schlagen und dann zu küssen“, gestand Deneuve. „Aber ich vertraute Ozon, dass er dabei keine hässlichen Details beleuchten, sondern die Szene mit einer gewissen Eleganz inszenieren würde. Denn nichts ist schwerer, als einen Kuss gut zu filmen.“ Ardant hatte zudem Angst, ihre Kollegin zu verletzen: „Es war nicht leicht, sich mit ihr zu schlagen, weil ich nicht besonders sportlich bin und zudem ziemlich ungeschickt. Glücklicherweise hatte Ozon eine sehr genaue Vorstellung von der Szene: Für ihn war klar, dass ich die Oberhand behalten würde.“

### Musik- und Tanznummern
Jede der acht Darstellerinnen trägt im Film ein Lied vor, das jeweils die Persönlichkeit ihrer Figur unterstreicht oder einen Moment der Wahrheit darstellt, bei dem die Masken fallen. Alle acht Lieder, die bereits Jahre zuvor als Veröffentlichungen verschiedener Künstler erfolgreich in den französischen Hitparaden liefen, wurden von den Schauspielerinnen im Tonstudio selbst eingesungen:
- Catherine (Ludivine Sagnier) singt zu Beginn des Films Papa t’es plus dans le coup (deutsch: Papa, du bist nicht auf dem Laufenden), einen temporeichen Popsong, zu dem sie sowie Gaby (Catherine Deneuve) und Suzon (Virginie Ledoyen) ausgelassen tanzen. Das Lied wurde erstmals 1963 veröffentlicht und ursprünglich von der französischen Sängerin Sheila gesungen.
- Nach einer handgreiflichen Auseinandersetzung mit Gaby interpretiert Augustine (Isabelle Huppert) das melancholische Lied Message personnel (deutsch: Persönliche Botschaft) in einer Art Sprechgesang, zunächst am Klavier sitzend, danach stehend mit einstudierter Choreografie, während Mamy (Danielle Darrieux), Suzon, Madame Chanel (Firmine Richard) und Catherine auf einer Treppe sitzend sich im Takt der Musik wiegen. Das Lied wurde ursprünglich von Michel Berger für Françoise Hardy geschrieben und drückt Augustines Einsamkeit und ihre Ängste vor dem Leben aus.
- Pierrette (Fanny Ardant) vollführt kurz nach ihrem Erscheinen vor den sieben anderen Frauen eine Showeinlage zu dem Chanson A quoi sert de vivre libre (deutsch: Was nützt es, frei zu leben), bei dem sie ihren Mantel und ihre Jacke auszieht und ihre schwarzen Handschuhe abstreift. Ihre Choreografie mit Andeutungen zu ihrer Vergangenheit als Nackttänzerin zollt Tribut an Rita Hayworths berühmten Striptease zu Put the Blame on Mame in Gilda (1946). A quoi sert de vivre libre wurde ursprünglich von Nicoletta gesungen und erklärt, dass das Leben ohne die Liebe nichts wert sei.
- Nachdem Suzon zum Entsetzen ihrer Mutter enthüllt hat, schwanger zu sein, singt sie in ihrem Zimmer Mon amour, mon ami (deutsch: Meine Liebe, mein Freund) und tanzt dazu mit Catherine in kindlicher Manier. Musik und Text stammen von André Popp und Eddy Marnay und bescherten Marie Laforêt 1967 einen Hit.
- Nachdem Madame Chanel zugegeben hat, Frauen zu lieben, und die anderen, insbesondere Mamy und Gaby, dies missbilligen, zieht sie sich in die Küche zurück, wo sie traurig das Lied Pour ne pas vivre seul (deutsch: Um nicht allein zu leben) anstimmt und weinend aus dem Fenster schaut. Die Ballade wurde von Sébastien Balasko und Daniel Fauré geschrieben, ursprünglich von Dalida interpretiert und beschreibt, wie sich Frauen aus Einsamkeit zu Frauen hingezogen fühlen können, Männer andere Männer heiraten oder Menschen Kathedralen bauen, nur um die Illusion zu haben, nicht allein zu sein.
- Als Augustine von Louise (Emmanuelle Béart) wissen möchte, wie man einen Mann verführt, beginnt diese, den energiegeladenen Song Pile ou face (dt.: Kopf oder Zahl) zu singen und zu tanzen. Das Lied wurde in den 1980er Jahren von Jean-Louis d’Onofrio für Corynne Charby komponiert und illustriert Louises Einstellung, sich dem Leben voll und ganz hinzugeben.
- Als sich Gaby und Pierrette allein im Wohnzimmer aufhalten, singt Gaby das Chanson Toi jamais (deutsch: Du niemals) und bewegt sich dazu elegant vor der sichtlich faszinierten Pierrette. Das von Michel Mallory geschriebene Toi jamais wurde erstmals von der Sängerin Sylvie Vartan veröffentlicht. Gaby beklagt sich damit, dass sie von zahlreichen Männern angebetet werde, von ihnen Autos, Schmuck und Pelze geschenkt bekomme, jedoch von dem Mann, den sie liebe, weder diese weltlichen Dinge, noch die erwartete Aufmerksamkeit erhalte. Es bleibt offen, ob sie sich damit auf ihren Mann Marcel oder auf ihren Liebhaber Jacques Farnoux bezieht.
- Nach dem Selbstmord von Marcel singt Mamy Il n’y a pas d’amour heureux (deutsch: Es gibt keine glückliche Liebe), um Catherine zu trösten. Die übrigen sechs Frauen tanzen dazu im langsamen Takt der Musik. Am Ende des melancholischen Liedes stehen alle acht Frauen in einer Reihe vor dem Zuschauer und halten sich an den Händen – der Abspann beginnt. Basierend auf einem Gedicht von Louis Aragon und vertont sowie interpretiert von Georges Brassens wurde Il n’y a pas d’amour heureux als einziges aller acht Lieder ursprünglich von einem Mann gesungen.

### Kulissen und Kostüme
In den Filmstudios von Aubervilliers entstanden die Kulissen für das Herrenhaus, wo sämtliche Aufnahmen gedreht wurden. Die Kamerafahrt am Anfang des Films zeigt einen winterlichen Park, der komplett gemalt wurde, da es Ozon wichtig war, dem Zuschauer gleich zu Beginn zu vermitteln, dass es sich bei 8 Frauen um eine Farce handelt, die man nicht ernst nehmen sollte. Szenenbildner Arnaud de Moleron ließ sich für die Innen- und Außenarchitektur des Herrenhauses von englischen Wohnsitzen vom Ende des 19. und vom Anfang des 20. Jahrhunderts inspirieren. Die bühnenartigen Räume verweisen auf den kammerspielartigen Charakter der literarischen Vorlage. Eine geschwungene Treppe, die zum Zimmer des vermeintlichen Mordopfers führt, dominiert den Hauptraum, wo die meisten Szenen stattfinden, während rote Teppiche und Samtvorhänge wie in Baz Luhrmanns Moulin Rouge (2001) häufig die Szenerie umrahmen und im Kontrast zur grünen Tapete stehen. Die Farben sind stets kräftig und kennzeichnen jeden Raum als Hommage an die farbenfrohen Technicolor-Musicals aus der Studioära Hollywoods. Beim Mobiliar setzte Moleron auf eine Mischung aus Jugendstil- und Art-déco-Design.
Regisseur Ozon entschied sich bewusst für die 1950er Jahre als Zeitraum für seine Handlung, um die „Frivolität“ der einzelnen Figuren den damals streng konservativen Konventionen gegenüberzustellen und sie damit dem Zuschauer zu verdeutlichen. Die Geschichte spielt daher in einer Zeit, als das Leben der Bourgeoisie von zahlreichen, vor allem sexuellen Tabus wie Scheidung, Ehebruch, Abtreibung oder Homosexualität geprägt war. Auch bezüglich der Kostüme erschienen Ozon die 1950er Jahre ideal, um seine Stars „göttinnengleich“ und so feminin wie möglich einzukleiden. Moleron zufolge wählte man speziell das Jahr 1953, da den Beteiligten die Mode aus diesem Jahr interessanter und glamouröser schien, als jene vom Ende der Dekade. Auf der Suche nach Inspiration durchforstete Kostümdesignerin Pascaline Chavanne die Modemagazine dieser Zeit und sah sich im Rahmen ihrer Recherche zahlreiche alte Filme an. Sie orientierte sich bei ihrer Arbeit aber vor allem an Christian Diors New Look, der bereits 1947 kurz nach dem Zweiten Weltkrieg die Modewelt mit engen Taillen und weiten Petticoats revolutioniert hatte.

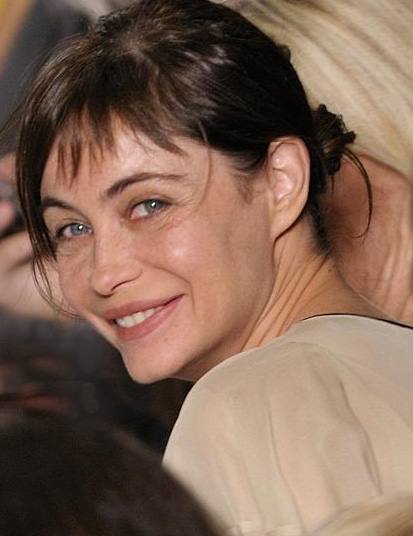
Als Dienstmädchen Louise zu sehen: Emmanuelle Béart

Die meisten der Figuren, wie Madame Chanel in ihrer dunkelgrauen Arbeitskleidung und Mamy in ihrem konservativen lavendelfarbenen Kostüm, tragen abgesehen von kurzen Rückblenden während des gesamten Films dasselbe Outfit. Andere Kostüme, wie die von Gaby und Pierrette, variieren zeitweilig durch Accessoires wie eine Pelzstola, Mäntel und Handschuhe. Catherine hingegen trägt zunächst einen blassblauen Schlafanzug und ist später in dunkelgrüner Strickjacke und hellgrüner Dreiviertelhose zu sehen, was ihre unschuldige und kindliche Natur hervorhebt. Augustine trägt am Anfang des Films einen rot karierten Morgenmantel und danach eine giftgrüne Bluse zu einem braunen Rock mit passender Jacke. Nach ihrer Verwandlung ist sie in eine silberfarbene Abendrobe mit großer Schleife und luxuriöser Nerzstola gekleidet, wofür Glamour-Ikone Rita Hayworth Patin stand.
Gaby erscheint zu Beginn in einem beigefarbenen Mantel mit majestätischem Leopardkragen gemäß ihrer Stellung als Herrin des Hauses im Stil einer Lana Turner. Darunter trägt sie ein enges blaugrünes Kleid. Im Kontrast dazu hat ihre Gegenspielerin Pierrette ihren ersten Auftritt in einem schwarzen Mantel und einer schwarzen Jacke, die sie bei ihrer Showeinlage auszieht, woraufhin ein leuchtend rotes Kostüm zum Vorschein kommt, das wie die Rose im Vorspann ihre Sinnlichkeit wie die Ava Gardners illustriert. Suzon erinnert dagegen in ihrem pinkfarbenen Petticoat-Kleid und mit ihrer Pony-Frisur an die jugendliche Audrey Hepburn, deren „Look“ vor allem von Kostümbildnerin Edith Head und Designer Hubert de Givenchy einst geprägt wurde. Auch bei den Schuhen wählte Chavanne Modelle, die ihre jeweilige Trägerin charakterisieren. Während Catherine wie Leslie Caron in Ein Amerikaner in Paris (1951) in Ballerinas schlüpft, die in den 1950ern bei Mädchen besonders beliebt waren, trägt Louise geschnürte schwarze Lederstiefel, die wie ihre schwarzweiße Uniform von Luis Buñuels Tagebuch einer Kammerzofe (1964) inspiriert wurden und überdies Louises masochistische Tendenzen veranschaulichen.
Chavanne arbeitete sehr eng mit Regisseur Ozon zusammen. Nach ihren Angaben sei Ozon von den Kostümen derart besessen gewesen, dass er Fanny Ardant alias Pierrette während des Drehs bat, keine Unterwäsche unter ihrem hautengen Kostüm zu tragen, um das Sichtbarwerden unnötiger Nahtspuren zu vermeiden.

### Vorbilder und Filmzitate
Neben Die Frauen und anderen Screwball-Komödien von George Cukor aus den 1930er Jahren ließ sich Ozon auch von US-amerikanischen Filmen aus den 1950er Jahren inspirieren. Vor allem die Melodramen von Douglas Sirk wie Solange es Menschen gibt (1959), die Filmmusicals von Vincente Minnelli wie Gigi (1958) und die Kriminalfilme von Alfred Hitchcock wie Vertigo – Aus dem Reich der Toten (1958) dienten ihm dabei als Leitbilder, sodass mit 8 Frauen eine Mischung aus vier verschiedenen Genres entstand. Auch berief sich Ozon auf sein Vorbild Rainer Werner Fassbinder und dessen Frauendrama Die bitteren Tränen der Petra von Kant (1972), das sich wie Ozons Film an nur einem Schauplatz abspielt und ebenfalls Homosexualität unter Frauen thematisiert.
Während Cukor seine Schauspielerinnen im Vorspann von Die Frauen mit Tieren verglich, stellte Ozon sein Ensemble mit Blumen als Assoziationen des jeweiligen Frauentyps vor. Mit der Anfangssequenz, bei der die Kamera dem Zuschauer einen verschneiten Garten mit einem Reh zeigt, verweist Ozon auf Douglas Sirks Melodram Was der Himmel erlaubt (1955), das mit einer ähnlichen Szene endet. Die Musik- und Tanzeinlagen parodieren die knallbunten Hollywood-Musicals der Studioära und sind zugleich eine Reminiszenz an Jacques Demys Film Die Regenschirme von Cherbourg (1964), mit dem Catherine Deneuve einst der internationale Durchbruch gelang. Die Kriminalhandlung innerhalb einer geschlossenen Gesellschaft mit acht gleichrangigen Verdächtigen beschwört wiederum Agatha-Christie-Verfilmungen wie Mord im Orientexpreß (1974) oder Tod auf dem Nil (1978) herauf.

„Ein Wahnsinn des Zitierens, der am Ende einen Kern der Wahrheit freilegt, mit Mitteln der Travestie: Lebende zitieren Tote, eine Generation die nächste, und jede der Diven natürlich auch sich selbst.“

Der Film enthält zahlreiche weitere Anspielungen auf die Filmgeschichte. Im Gespräch mit Augustine erwähnt Pierrette den Roman Die Kameliendame, in dessen Verfilmung von 1981 Isabelle Huppert die Hauptrolle spielte. Pierrettes Showeinlage ist bis in Details Rita Hayworths berühmtem Handschuhstriptease in Gilda (1946) nachempfunden. Madame Channel alias Firmine Richard verweist mit ihrer Erscheinung als schwarze Köchin auf ihre stereotyp besetzten Vorgängerinnen wie Hattie McDaniel in Vom Winde verweht (1939) oder Juanita Moore in Solange es Menschen gibt. Ein Foto, auf dem die ehemalige Arbeitgeberin des Dienstmädchens Louise abgebildet ist, zeigt die Schauspielerin Romy Schneider in einer Szene des Films Die Bankiersfrau (1980), in dem diese eine bisexuelle Unternehmerin spielte. Emmanuelle Béart trägt als Louise zunächst eine Haarschnecke wie Kim Novak in Vertigo. Vor einem Gemälde, das die junge Catherine Deneuve in ihrer Rolle der Gaby so zeigt, wie sie auf einem Plakat zu Luis Buñuels Belle de Jour – Schöne des Tages (1967) zu sehen ist, öffnet Béart ihr Haar, das daraufhin Deneuves Mähne auf dem Gemälde im Hintergrund entspricht.
In einer anderen Szene zitiert sich Deneuve aus dem Film Die letzte Metro (1980) selbst, als sie zu ihrer Filmtochter sagt: „Dich neben mir zu sehen, ist zugleich eine Freude – und Leiden.“ Der Kuss zwischen Gaby und Pierrette spielt dagegen auf Deneuves diverse lesbische Rollen an, insbesondere auf ihre Figur in dem Film Begierde (1983). Zudem waren einst sowohl Deneuve als auch Fanny Ardant, die Gabys Schwägerin Pierrette spielt, zeitweilig mit Regisseur François Truffaut liiert. In 8 Frauen streiten sie sich um einen Mann, bevor die Szene in besagtem Kuss endet, den Ardant auch als „eine Art Versöhnung des französischen Kinos mit sich selbst“ bezeichnete – denn beide Darstellerinnen gelten als gegensätzliche Pole des französischen Films. Während Deneuve stets die unnahbare, geheimnisvolle Blonde spielte, verkörperte die brünette Ardant zumeist leidenschaftliche und temperamentvolle Frauentypen. „Wir schleppen bei diesem Kuss alle Bilder mit uns, die wir je gedreht haben“, beschrieb es Ardant später. Der Kuss setze daher „die Konkurrenz außer Kraft, die man in [sie] hineinprojiziert“ habe.

## Rezeption

### Veröffentlichung
8 Frauen wurde am 8. Januar 2002 in Frankreich uraufgeführt und dort ab dem 6. Februar 2002 in den Kinos gezeigt. Die Deutschlandpremiere fand am 9. Februar 2002 auf der Berlinale statt, wo der Film am Wettbewerb um den Goldenen Bären teilnahm und das Ensemble der Darstellerinnen mit dem Silbernen Bären ausgezeichnet wurde. Es folgten einige weitere Filmfestivals, wo die Filmkomödie vorgestellt wurde, wie etwa das Toronto International Film Festival. Am 11. Juli 2002 ging 8 Frauen in den allgemeinen deutschen Verleih. Bis November desselben Jahres lockte der Film mit 270 Kopien 1.429.767 Zuschauer in die Kinos und war damit nach Asterix & Obelix: Mission Kleopatra 2002 der zweiterfolgreichste französische Film an den deutschen Kinokassen. Die Jury der Deutschen Film- und Medienbewertung verlieh dem Film das Prädikat „Besonders wertvoll“ mit der Begründung:

„Der Plot ist dabei weniger wichtig als die Inszenierung, die leicht und locker mit Klischees und selbst mit problematischen Themen wie Gier, Mord, Intrigen und den machtpolitischen Strukturen innerhalb von Familien umgeht. […] Insbesondere das Design, die Kamera, die Farbgebung und die Mode harmonieren in diesem melodramatischen und zugleich satirischen Kammerspiel geradezu perfekt.“

Allein in Deutschland spielte der Film mit 7,85 Millionen Euro fast die Produktionskosten von etwa acht Millionen Euro wieder ein. In Frankreich gehörte 8 Frauen mit 3.711.394 Besuchern zu den zehn erfolgreichsten Filmen des Jahres und erzielte dort ein Einspielergebnis von circa 14,7 Millionen Euro. In den Vereinigten Staaten spielte der Film rund 3,1 Millionen Dollar ein. Das gesamte Einspielergebnis belief sich auf knapp 32,5 Millionen Euro und war damit mehr als viermal so hoch wie das Budget.
Auch die Kritiker zeigten sich größtenteils euphorisch, lobten vor allem das Ensemble, die Farben und Kostüme sowie die zahlreichen Filmzitate und die Selbstironie des Films. Die Künstlichkeit der Handlung und der Kulissen wurde in einigen Kritiken hervorgehoben, jedoch im Hinblick auf die Parodie-Elemente zumeist positiv bewertet. 8 Frauen wurde in der Folge in zwölf Kategorien, darunter als Bester Film, für die Beste Regie und das Beste Drehbuch, für den französischen Filmpreis César nominiert, ging aber aufgrund der starken Konkurrenz von Filmen wie Roman Polańskis Der Pianist in allen Kategorien leer aus. Bei der Verleihung des Europäischen Filmpreises konnte sich der Film bei sechs Nominierungen in der Kategorie Beste Darstellerin mit seinem Star-Ensemble durchsetzen.

### Kritiken
Für das Lexikon des internationalen Films war 8 Frauen eine „[m]itreißende Melange aus trivialem Krimi, Drama, Musical, Satire und Porträtstudie“, in der „acht faszinierende Darstellerinnen […] virtuos mit ihrer jeweiligen Ausstrahlung spielen“. Herausgekommen sei „[e]in betont antinaturalistisches, subtil und stilsicher inszeniertes Spiel voller kluger Anspielungen auf die Filmgeschichte“. Oliver Hüttmann sprach im Spiegel von einem „köstlichen Zickenreigen voller cineastischer Zitate“, bei dem unter der Regie von Ozon „die besten Schauspielerinnen Frankreichs zu Hochform auflaufen“ würden. Der Film sei „kurzweiliger Sarkasmus, kunstvoll dirigiert, und irgendwie auch sehr komischer Cineasten-Trash“.
Tobias Kniebe von der Süddeutschen Zeitung pries 8 Frauen in seiner Rezension als „Exzess der Künstlichkeit im Dienst der Wahrheit“ und als „Feuerwerk an Starpower, das die Panzer seiner Stars durchbricht“. Der Film werfe einen „gnadenlose[n] Blick auf die Frauen, der vor allem von Liebe erzählt“. Entstanden sei „ein Rätsel, ein Kinowunder, ein flamboyant gelungener Film“. Auch Der Tagesspiegel war voll des Lobes über den Film: „Perfekt, stilsicher, antinaturalistisch, zitatenreich und durch und durch originell. Er wird seinen Siegeszug durch die Kinos antreten, nicht nur in Frankreich.“
Gunter Blank von der Welt fand hingegen, dass der Film „mit pompöser Inszenierung und unzähligen Anspielungen auf die Filmgeschichte“ wie ein „schwer bemühter Kunstfilm“ wirke. Sein „Reiz“ beruhe am Ende darauf, „den Diven des französischen Kinos beim Chargieren zuzuschauen“. Die Filmzeitschrift Cinema merkte ebenfalls kritisch an, dass im Film „[e]ine klassische Agatha-Christie-Situation […] zur Technicolor-bunten Krimikomödie mit Gesangseinlagen verkitscht“ worden sei, und verglich das Verhalten der Protagonistinnen mit dem von „Transvestiten vor dem großen Auftritt“. Die „Liebes- und Männerprobleme“ der Frauen seien „förmlich aus einem Douglas-Sirk-Melodram“. Zusammenfassend meinte Cinema: „Wer Realität sucht, findet exaltierte Künstlichkeit, statt echter Gefühle beherrscht Make-up die Szenerie.“ Das Urteil von Kino.de fiel wiederum sehr positiv aus: „Herrlich bonbonfarbenes Musical von Frankreichs Regiewunderkind François Ozon, der die Tradition von Jacques Demy mit Elementen von Agatha Christie und Douglas Sirk belebt.“
In den Vereinigten Staaten bezeichnete Lisa Nesselson von Variety den Film als „Fest der Zicken mit großartigen Kostümen“. A. O. Scott von der New York Times zufolge sei die Krimikomödie „unentschuldbar zynisch, sogar grotesk, aber auch purer – das heißt unschuldiger und unverdorbener – Spaß“. Der Filmkritiker Roger Ebert schrieb in der Chicago Sun-Times, dass der Film augenzwinkernd „eine Parodie auf überproduzierte Hollywood-Musicals“ sei, dessen „Künstlichkeit […] so vergnüglich“ daherkomme, „dass man nicht überrascht ist, wenn das erste Lied beginnt, da es 8 Frauen in keiner Weise mit Mord, der Handlung oder sonst irgendetwas ernst meint“.

### Auszeichnungen (Auswahl)
César
Nominiert:
- Bester Film
- Beste Regie (François Ozon)

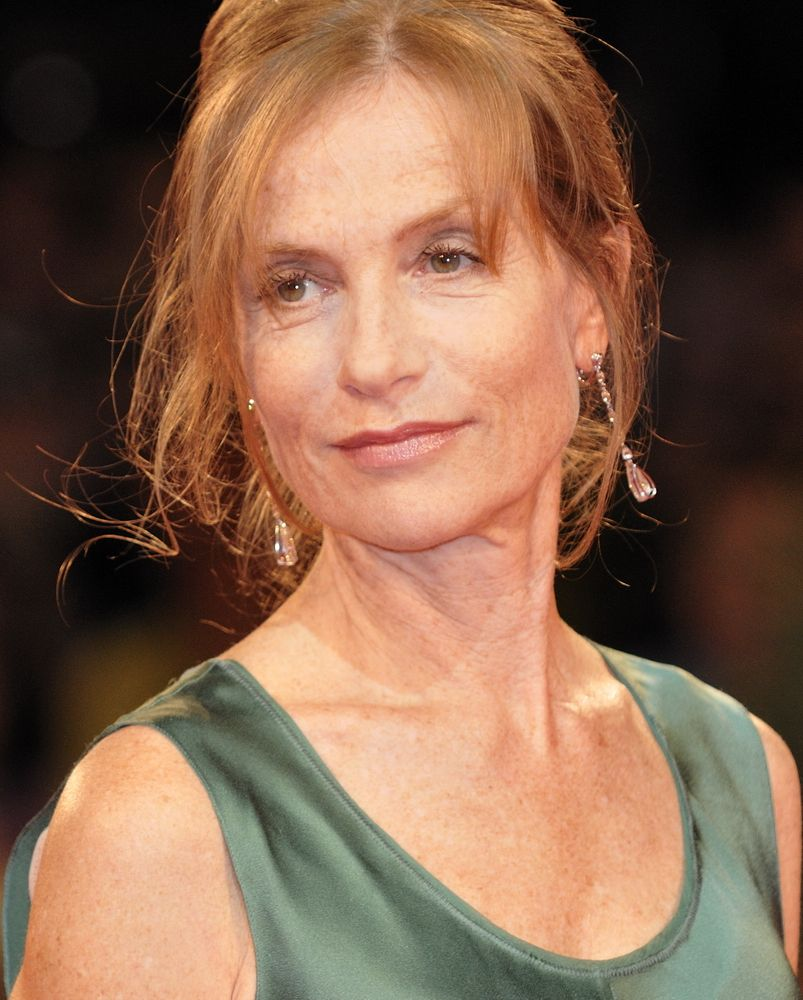
Für die Rolle der Augustine mehrfach ausgezeichnet: Isabelle Huppert

- Beste Hauptdarstellerin (Fanny Ardant)
- Beste Hauptdarstellerin (Isabelle Huppert)
- Beste Nebendarstellerin (Danielle Darrieux)
- Beste Nachwuchsdarstellerin (Ludivine Sagnier)
- Bestes Drehbuch (François Ozon, Marina de Van)
- Beste Kamera (Jeanne Lapoirie)
- Beste Filmmusik (Krishna Levy)
- Beste Kostüme (Pascaline Chavanne)
- Bestes Szenenbild (Arnaud de Moleron)
- Bester Ton (Pierre Gamet, Benoît Hillebrant, Jean-Pierre Laforce)

Europäischer Filmpreis
Gewonnen:
- Beste Darstellerin (Catherine Deneuve, Isabelle Huppert, Emmanuelle Béart, Fanny Ardant, Virginie Ledoyen, Danielle Darrieux, Ludivine Sagnier, Firmine Richard)

Nominiert:
- Bester europäischer Film
- Bestes Drehbuch (François Ozon)
- Publikumspreis – Beste Darstellerin (Fanny Ardant)
- Publikumspreis – Beste Darstellerin (Isabelle Huppert)
- Publikumspreis – Beste Regie (François Ozon)

Chicago Film Critics Association Award
- Nominiert in der Kategorie Bester fremdsprachiger Film

Chlotrudis Award
- Nominiert in der Kategorie Bestes Schauspielensemble
- Nominiert in der Kategorie Bestes adaptiertes Drehbuch
- Publikumspreis in der Kategorie Beste Nebendarstellerin (Isabelle Huppert)

Étoile d’Or
- Beste Hauptdarstellerin (Isabelle Huppert)
- Bester Komponist (Krishna Levy)

GLAAD Media Award
- Nominiert in der Kategorie Outstanding Film – Limited Release

Golden Reel Award
- Nominiert in der Kategorie Bester Tonschnitt in einem Musical (Benoît Hillebrant)

Internationale Filmfestspiele Berlin
- Silberner Bär für herausragende Leistungen des Ensembles
- Nominiert für den Goldenen Bären
- Preis der Lesejury der Berliner Morgenpost

National Board of Review Award
- Top Ten Filme

Online Film Critics Society Award
- Nominiert in der Kategorie Bestes Schauspielensemble
- Nominiert in der Kategorie Bestes Kostümdesign (Pascaline Chavanne)

Prix Lumières
- Beste Regie (François Ozon)

Russian Guild of Film Critics
- Goldener Widder in der Kategorie Beste ausländische Darstellerin (Isabelle Huppert)
- Nominiert für den Goldenen Widder in der Kategorie Bester ausländischer Film

## Deutsche Fassung
Die deutsche Synchronfassung entstand für den deutschen Kinostart am 11. Juli 2002 bei der Constantin Produktions GmbH in München. Das Dialogbuch schrieb Elisabeth von Molo, die auch die Dialogregie übernahm. Als Pendant zu den berühmten Darstellerinnen sprachen acht bekannte deutsche Schauspielerinnen die Synchronisation ein, was dem Film in Deutschland zusätzliche Aufmerksamkeit verschaffte. Im Pressetext der deutschen Verleihfirma Constantin Film hieß es dazu: „Das who is who des französischen Films trifft die Crème de la Crème der deutschen Schauspielerinnen. Es kommt zu einem einzigartigen deutsch-französischen Gipfeltreffen.“
| Rolle         | Darsteller        | Synchronsprecher      |
| ------------- | ----------------- | --------------------- |
| Mamy          | Danielle Darrieux | Ruth Maria Kubitschek |
| Gaby          | Catherine Deneuve | Senta Berger          |
| Augustine     | Isabelle Huppert  | Katja Riemann         |
| Louise        | Emmanuelle Béart  | Nina Hoss             |
| Pierrette     | Fanny Ardant      | Hannelore Elsner      |
| Suzon         | Virginie Ledoyen  | Nicolette Krebitz     |
| Catherine     | Ludivine Sagnier  | Cosma Shiva Hagen     |
| Madame Chanel | Firmine Richard   | Jasmin Tabatabai      |

## DVD-Veröffentlichungen
- 8 Frauen. Universum Film GmbH 2003, mit Kinotrailer, Audiokommentar des Regisseurs und der Schauspielerinnen, Making-of, zwei Videoclips mit Ludivine Sagnier und Catherine Deneuve, Informationen zu Stab und Besetzung
- 8 Frauen: Große Kinomomente. Universum Film GmbH 2009, mit Kinotrailer, Audiokommentar des Regisseurs und der Schauspielerinnen, Making-of, zwei Videoclips mit Ludivine Sagnier und Catherine Deneuve, Informationen zu Stab und Besetzung

## Soundtrack
- Krishna Levy: 8 Femmes. Wea Music France 2002, eine CD mit acht Chansons jeweils interpretiert von den acht Darstellerinnen, aufgenommen im Studio Guillaume Tell in Paris; sowie 13 Auszüge der Filmmusik von Krishna Levy, die zum Teil im Studio Guillaume Tell und vom Bulgarian Symphony Orchestra in Sofia aufgenommen wurden.